# Aureobasidium pullulans
Aureobasidium pullulans (Syn.: Pullularia pullulans) ist ein ubiquitär nachweisbarer hefeähnlicher Pilz, der unterschiedliche Oberflächen und Lebensräume besiedeln kann. Er wird z. B. in Erde, Luft und Wasser sowie auf vielen Pflanzenoberflächen gefunden.
Aureobasidium pullulans kommt natürlich auf oder in einer weiten Bandbreite von Pflanzenarten vor (z. B. an Apfel, Weinreben, Kürbis, Bohnen und Kohl) ohne Krankheitssymptome zu verursachen.
Aureobasidium pullulans hat zudem große biotechnologische Bedeutung bei der Produktion verschiedener Enzyme und Siderophore sowie bei der Produktion des Polysaccharids Pullulan. Weiterhin wird Aureobasidium pullulans zunehmend zur biologischen Bekämpfung phytopathogener Pilze und Bakterien, zum Beispiel zur Bekämpfung von pilzlichen Lagerkrankheiten und Feuerbrand im Apfelanbau verwendet.